# Antoinette Sibley
Dame Antoinette Sibley (Londra, 27 febbraio 1937) è un'ex ballerina britannica.

## Biografia
Antoinette Sibley nacque nel sobborgo londinese di Bromley, figlia di Edward G. Sibley e Winfred Smith. Studiò danza all'Arts Educational Schools e alla Royal Ballet School, facendo il suo debutto con il la compagnia del Royal Ballet nel gennaio 1956 ne Il lago dei cigni; nel luglio dello stesso anno si unì ufficialmente alla compagnia. Dopo aver danzato in piccoli ruoli in Coppélia e La bella addormentata, nel 1959 Ninette de Valois le affidò il suo primo ruolo di rilievo, quello di Swanhilda in Coppelia. Durante lo stesso anno ebbe modo di perfezionare la propria tecnica sotto la supervisione di Tamara Karsavina.
Il successo arrivò negli anni sessanta. Nel 1961 danzò come protagonista in Jabez and the Devil, coreografato da Alfred Rodrigues, mentre nel dicembre dello stesso anno danzò per la prima volta la parte di Aurora ne La bella addormentata. Nel 1964 Sir Frederick Ashton la volle come Titania nel suo balletto The Dream e lo spettacolo non fu solo un successo per la Sibley ma segnò l'inizio della fruttuosa partnership artistica con Anthony Dowell, che danzava come Oberon. Particolarmente apprezzati furono anche la sua Giulietta nel Romeo e Giulietta di Kenneth MacMillan, le sue Odette e Odille ne Il lago dei cigni e l'eponima protagonista di Giselle. Danzò ancora le coreografie di Ashton in Symphonic Variations e Daphnis and Chloe, oltre ad interpretare le coreografia di Jerome Robbins nei balletti Dances at a Gathering e Afternoon of a Faun. Nel 1974 creò il ruolo di Manon nel balletto di MacMillan L'histoire de Manon; fu inoltre la prima interprete dei balletti Monotones, Jazz Calendar, Anastasia, Triad, L'invitation au voyage, Varii Capricci, Fleeting Figures ed Enigma Variations. Pur avendo annunciato il proprio ritiro nel 1979, continuò a danzare con il Royal Ballet fino al 1989, quando un infortunio pose definitivamente fine alla sua carriera. Dopo l'addio alle scene divenne presidente della Royal Academy of Dance nel 1991, lavorando occasionalmente anche come guest coach per il Royal Ballet.
Fu sposata con Michael Somes dal 1964 al 1973. Dopo il divorzio, nel 1974 si risposò con il banchiere Richard Panton Corbett, con cui è rimasta sposata fino alla morte dell'uomo nel 2021; la coppia ha avuto due figli, un maschio e una femmina.